# Francis Feidler
Francis Feidler (* 1950 in Malmedy) ist ein belgischer Installationskünstler, Maler und Kurator.

## Leben
Nach dem Abitur an der Bischöflichen Schule in Sankt Vith, studierte Francis Feidler Kunst an der Ecole supérieure des arts in Mons und war als bildender Künstler bis in die späten 90er Jahre insbesondere in Belgien und Nordrhein-Westfalen in Ausstellungen vertreten.
Wohnhaft im deutschsprachigen Ostbelgien gründete Feidler 1993 in Eupen das IKOB, welches er als Kurator und Direktor bis 2013 leitete.

## Werk
Feidler umschreibt sein künstlerisches Schaffen mit der Wortschöpfung Elastikommunikation. Das Kompositum aus Elastizität und Kommunikation versteht Feidler als Metapher für gesellschaftspolitische Prozesse jeglicher Art. Als Hauptmotiv dient ihm dabei die Spirale (Helix), als Symbol für Kraft und Flexibilität, die gegensätzliche Pole verbinden und in ein Schwingungsverhältnis versetzen kann. Die Spiralform visualisiert für Feidler alle Aspekte der menschlichen Kommunikation.
Feidler bedient sich verschiedener Stilmittel, insbesondere der Malerei und Installation. Charakteristisch für seine Rauminstallationen aus Holz und Metall sind dynamische Kräfte, die eine Spannung zwischen verschiedenen Komponenten erzeugen und sich gleichzeitig im Gleichgewicht halten. Im Spiel- und Spannungsfeld zwischen Kräften und Objekten sollen Kunstwerk und Betrachter in den Dialog treten.
2021 wurde sein künstlerisches Werk in einer umfassenden Retrospektive im IKOB gewürdigt.

## Auszeichnungen
- EifelAWARD (2016)[5]